# Elecciones al Parlamento de Andalucía de 2000
El domingo 12 de marzo de 2000 tuvieron lugar las sextas elecciones al Parlamento de Andalucía que, convocadas conjuntamente con las elecciones generales españolas, habrían de inaugurar la VI legislatura andaluza.
A estas elecciones, en las que estaban en juego los 109 escaños del Parlamento de Andalucía, se presentaron 16 candidaturas diferentes de las que sólo obtuvieron representación parlamentaria cuatro de ellas.
El censo electoral estaba compuesto por 5.918.722 ciudadanos de lo que acudieron a votar 4.066.830 lo que supuso una participación del 68,71% y supusieron la victoria del Partido Socialista Obrero Español de Andalucía que con los 52 escaños obtenidos pudo formar un gobierno estable gracias al apoyo del Partido Andalucista, que con los 5 escaños obtenidos, contribuyó a reeditar el pacto de legislatura que se había logrado tras las elecciones de 1996.
Tras la formación del Parlamento de Andalucía, el candidato del Partido Socialista Obrero Español de Andalucía, Manuel Chaves, fue investido] presidente por cuarta vez consecutiva, con el apoyo de los parlamentarios del Partido Andalucista.

## Resultados
Resultados globales:
- Presidente: Manuel Chaves
- Gobierno: PSOE-PA
- Censo: 5.918.722
- Votantes: 4.066.830 (68,71%)
- Abstención: 1.851.892 (31,29%)
- Válidos: 4.039.832 (99,34%)
- A candidatura: 3.987.911 (98,06%)
- Escaños: 109

### Resultados por candidatura

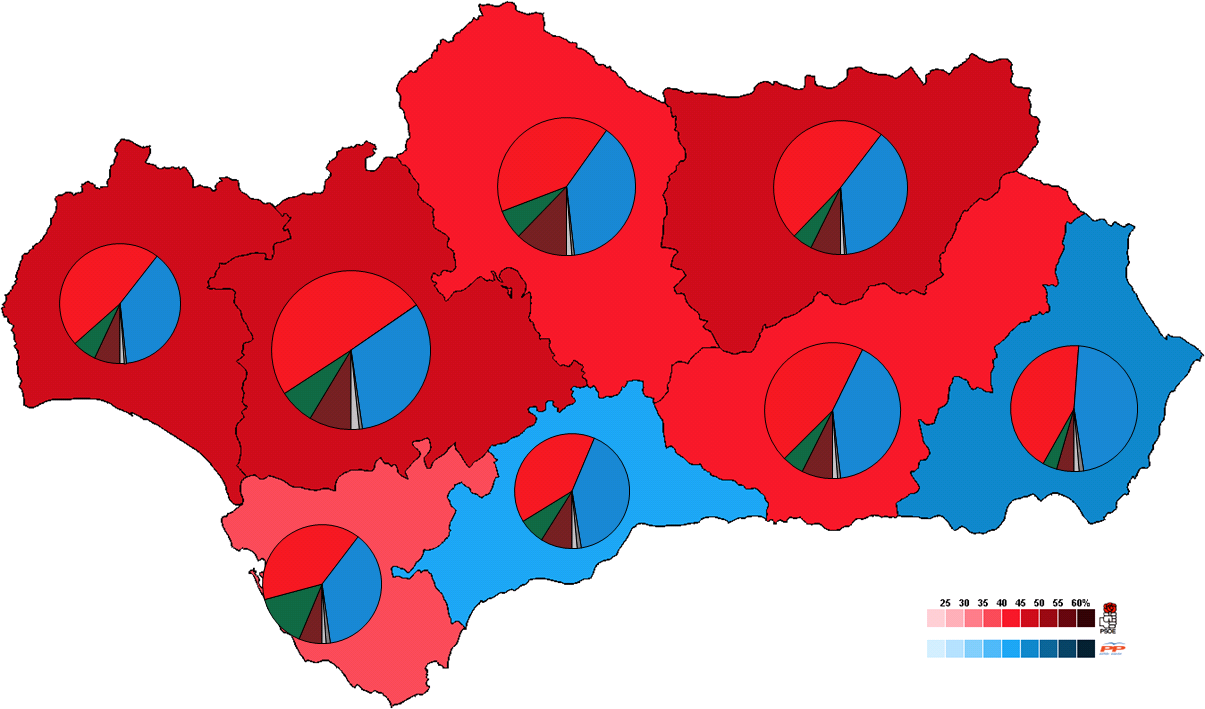
Resultados por provincia.

| Partido                                                                 | Candidato        | Votos     | %     | Escaños | +/- |
| ----------------------------------------------------------------------- | ---------------- | --------- | ----- | ------- | --- |
| Partido Socialista Obrero Español de Andalucía (PSOE-A) a               | Manuel Chaves    | 1.790.653 | 44,90 | 52      | =   |
| Partido Popular (PP)                                                    | Teófila Martínez | 1.535.987 | 38,52 | 46      | +6  |
| Izquierda Unida Los Verdes-Convocatoria por Andalucía (IU LV-CA)        | Antonio Romero   | 327.435   | 8,21  | 6       | -7  |
| Partido Andalucista (PA)                                                | Antonio Ortega   | 300.356   | 7,53  | 5       | +1  |
| Izquierda Andaluza (IA)                                                 |                  | 10.232    | 0,26  | 0       |     |
| Nación Andaluza (NA)                                                    |                  | 5.034     | 0,13  | 0       |     |
| Partido Humanista (PH)                                                  |                  | 4.389     | 0,11  | 0       |     |
| Asamblea de Andalucía (A)                                               |                  | 4.380     | 0,11  | 0       |     |
| La Falange (FE)                                                         |                  | 2.754     | 0,07  | 0       |     |
| Unión Regionalista Almeriense (URAL)                                    |                  | 1.550     | 0,04  | 0       |     |
| Alternativa Ecologista Verde de Marbella y San Pedro de Alcántara (AEV) |                  | 1.304     | 0,03  | 0       |     |
| Partido de Separados y Divorciados (PSD)                                |                  | 1.180     | 0,03  | 0       |     |
| Falange Española Independiente (FEI)                                    |                  | 1.018     | 0,03  | 0       |     |
| Voz del Pueblo Andaluz (VDPA)                                           |                  | 732       | 0,02  | 0       |     |
| Unión Centrista-Centro Democrático Social (UC-CDS)                      |                  | 492       | 0,01  | 0       |     |
| Unión Nacional (UN)                                                     |                  | 415       | 0,01  | 0       |     |
| En blanco                                                               |                  | 51.921    | 1,29  | N/A     | N/A |
| Nulos                                                                   |                  | 26.998    | 0,67  | N/A     | N/A |

### Votación de investidura del Presidente de la Junta
| Candidato              | Fecha                                                    | Voto       |    |    |   |   | Total  |
| ---------------------- | -------------------------------------------------------- | ---------- | -- | -- | - | - | ------ |
| Manuel Chaves (PSOE-A) | 25 de abril de 2000 Mayoría requerida: Absoluta (55/109) | Sí         | 52 |    |   | 5 | 57/109 |
| Manuel Chaves (PSOE-A) | 25 de abril de 2000 Mayoría requerida: Absoluta (55/109) | No         |    | 46 | 6 |   | 52/109 |
| Manuel Chaves (PSOE-A) | 25 de abril de 2000 Mayoría requerida: Absoluta (55/109) | Abstención |    |    |   |   | 0/109  |